# 烏克蘭歐洲黨
烏克蘭歐洲黨（羅馬化：Yevropeiska partiia Ukrainy）是烏克蘭中間偏右自由主義政黨。 在2007年烏克蘭議會選舉中，該黨屬於我們的烏克蘭聯盟。該聯盟拿下450席中的72席。
該黨支持尤莉婭·季莫申科參選2010年總統大選。該黨領袖米科拉·卡特林丘克表示：「我不希望出現一個維克多·亞努科維奇的國家。我希望烏克蘭能有個歐洲民主前景。只有一位參選人能做到－就是季莫申科。這就是為什麼我呼籲各位拋棄所有情感和認知，我們只有一次機會：我們保存烏克蘭的民主前景，或是將國家交給歹徒和腐敗官員的手中。」

## 外部連結
- 官方網站 （页面存档备份，存于）